# Liste von Darstellern der Harry-Potter-Filme
Diese Liste enthält eine weite Auswahl der Darsteller aus den Harry-Potter-Filmen mit ihren Synchronsprechern in der deutschsprachigen Fassung. Die achtteilige Filmreihe ist eine Literaturverfilmung der Harry-Potter-Romane der englischen Schriftstellerin Joanne K. Rowling. Die Filme entstanden unter Leitung des US-amerikanischen Unternehmens Warner Bros. in Großbritannien und wurden zwischen 2001 und 2011 veröffentlicht. Mit einem Einspielergebnis von über 7,5 Milliarden US-Dollar ist es eine der erfolgreichsten Filmreihen überhaupt. Die Darsteller, bei denen nur die Stimme zu hören ist, sind entsprechend gekennzeichnet; Schauspieler von Figuren, die beispielsweise in Rückblenden jung gezeigt werden, sind ebenfalls mit Vermerken wie „jung“ gekennzeichnet.

## Besetzung
| Figuren                                 | Film                                             | Film                                     | Film                          | Film                                                                                       | Film                                       | Film                                                                   | Film                                    | Film                                            | Film                                                   |
| Figuren                                 | Stein der Weisen (2001)                          | Kammer des Schreckens (2002)             | Gefangener von Askaban (2004) | Der Feuerkelch (2005)                                                                      | Orden des Phönix (2007)                    | Der Halbblutprinz (2009)                                               | Heiligtümer des Todes I. (2010)         | Heiligtümer des Todes II. (2011)                | Synchron- Sprecher                                     |
| Hauptfiguren                            | Hauptfiguren                                     | Hauptfiguren                             | Hauptfiguren                  | Hauptfiguren                                                                               | Hauptfiguren                               | Hauptfiguren                                                           | Hauptfiguren                            | Hauptfiguren                                    | Hauptfiguren                                           |
| --------------------------------------- | ------------------------------------------------ | ---------------------------------------- | ----------------------------- | ------------------------------------------------------------------------------------------ | ------------------------------------------ | ---------------------------------------------------------------------- | --------------------------------------- | ----------------------------------------------- | ------------------------------------------------------ |
| Harry Potter                            | Daniel Radcliffe, Saunders-Drillinge (Baby)      | Daniel Radcliffe                         | Daniel Radcliffe              | Daniel Radcliffe                                                                           | Daniel Radcliffe                           | Daniel Radcliffe                                                       | Daniel Radcliffe                        | Daniel Radcliffe, Toby Papworth (Baby)          | Tim Schwarzmaier, Nico Sablik a                        |
| Ron Weasley                             | Rupert Grint                                     | Rupert Grint                             | Rupert Grint                  | Rupert Grint                                                                               | Rupert Grint                               | Rupert Grint                                                           | Rupert Grint                            | Rupert Grint                                    | Max Felder                                             |
| Hermine Granger                         | Emma Watson                                      | Emma Watson                              | Emma Watson                   | Emma Watson                                                                                | Emma Watson                                | Emma Watson                                                            | Emma Watson                             | Emma Watson                                     | Gabrielle Pietermann                                   |
| Lehrer und Hausangestellte von Hogwarts |                                                  |                                          |                               |                                                                                            |                                            |                                                                        |                                         |                                                 |                                                        |
| Albus Dumbledore                        | Richard Harris                                   | Richard Harris                           | Michael Gambon                | Michael Gambon                                                                             | Michael Gambon                             | Michael Gambon                                                         | Michael Gambon, Toby Regbo (jung)       | Michael Gambon                                  | Klaus Höhne, Wolfgang Hess b                           |
| Severus Snape                           | Alan Rickman                                     | Alan Rickman                             | Alan Rickman                  | Alan Rickman                                                                               | Alan Rickman, Alec Hopkins (jung)          | Alan Rickman                                                           | Alan Rickman                            | Alan Rickman, Benedict Clarke (jung)            | Erich Hallhuber, Bernd Rumpf f                         |
| Rubeus Hagrid                           | Robbie Coltrane                                  | Robbie Coltrane, Martin Bayfield (jung)  | Robbie Coltrane               | Robbie Coltrane                                                                            | Robbie Coltrane                            | Robbie Coltrane                                                        | Robbie Coltrane                         | Robbie Coltrane                                 | Hartmut Neugebauer                                     |
| Minerva McGonagall                      | Maggie Smith                                     | Maggie Smith                             | Maggie Smith                  | Maggie Smith                                                                               | Maggie Smith                               | Maggie Smith                                                           |                                         | Maggie Smith                                    | Bettina Schön c, Edith Schneider d, Barbara Adolph e   |
| Argus Filch                             | David Bradley                                    | David Bradley                            | David Bradley                 | David Bradley                                                                              | David Bradley                              | David Bradley                                                          |                                         | David Bradley                                   | Fred Maire                                             |
| Filius Flitwick                         | Warwick Davis                                    | Warwick Davis                            | Warwick Davis                 | Warwick Davis                                                                              | Warwick Davis                              | Warwick Davis                                                          |                                         | Warwick Davis                                   | Mogens von Gadow                                       |
| Quirinus Quirrell                       | Ian Hart                                         |                                          |                               |                                                                                            |                                            |                                                                        |                                         |                                                 | Frank Schaff                                           |
| Rolanda Hooch                           | Zoë Wanamaker                                    |                                          |                               |                                                                                            |                                            |                                                                        |                                         |                                                 | Kerstin Sanders Dornseif                               |
| Poppy Pomfrey                           |                                                  | Gemma Jones                              |                               |                                                                                            |                                            | Gemma Jones                                                            |                                         | Gemma Jones                                     | Helga Trümper                                          |
| Pomona Sprout                           |                                                  | Miriam Margolyes                         |                               |                                                                                            |                                            |                                                                        |                                         | Miriam Margolyes                                | Eva Maria Bayerwaltes                                  |
| Gilderoy Lockhart                       |                                                  | Kenneth Branagh                          |                               |                                                                                            |                                            |                                                                        |                                         |                                                 | Martin Umbach                                          |
| Armando Dippet                          |                                                  | Alfred Burke                             |                               |                                                                                            |                                            |                                                                        |                                         |                                                 |                                                        |
| Irma Pince                              |                                                  | Sally Mortemore                          |                               |                                                                                            |                                            |                                                                        |                                         |                                                 |                                                        |
| Sybill Trelawney                        |                                                  |                                          | Emma Thompson                 |                                                                                            | Emma Thompson                              |                                                                        |                                         | Emma Thompson                                   | Viktoria Brams                                         |
| Wilhelmina Raue-Pritsche                |                                                  |                                          |                               |                                                                                            | Apple Brook                                |                                                                        |                                         |                                                 |                                                        |
| Horace Slughorn                         |                                                  |                                          |                               |                                                                                            |                                            | Jim Broadbent                                                          |                                         | Jim Broadbent                                   | Horst Sachtleben                                       |
| Charity Burbage                         |                                                  |                                          |                               |                                                                                            |                                            |                                                                        | Carolyn Pickles                         |                                                 | Claudia Schmidt                                        |
| Schüler von Hogwarts                    |                                                  |                                          |                               |                                                                                            |                                            |                                                                        |                                         |                                                 |                                                        |
| Neville Longbottom                      | Matthew Lewis                                    | Matthew Lewis                            | Matthew Lewis                 | Matthew Lewis                                                                              | Matthew Lewis                              | Matthew Lewis                                                          | Matthew Lewis                           | Matthew Lewis                                   | Matthias Kick, Fabian Rohm h                           |
| Draco Malfoy                            | Tom Felton                                       | Tom Felton                               | Tom Felton                    | Tom Felton                                                                                 | Tom Felton                                 | Tom Felton                                                             | Tom Felton                              | Tom Felton                                      | Moritz Pertramer                                       |
| Ginny Weasley                           | Bonnie Wright                                    | Bonnie Wright                            | Bonnie Wright                 | Bonnie Wright                                                                              | Bonnie Wright                              | Bonnie Wright                                                          | Bonnie Wright                           | Bonnie Wright                                   | Marcia von Rebay                                       |
| Fred Weasley                            | James Phelps                                     | James Phelps                             | James Phelps                  | James Phelps                                                                               | James Phelps                               | James Phelps                                                           | James Phelps                            | James Phelps                                    | Stefan Günther                                         |
| George Weasley                          | Oliver Phelps                                    | Oliver Phelps                            | Oliver Phelps                 | Oliver Phelps                                                                              | Oliver Phelps                              | Oliver Phelps                                                          | Oliver Phelps                           | Oliver Phelps                                   | Stefan Günther                                         |
| Seamus Finnigan                         | Devon Murray                                     | Devon Murray                             | Devon Murray                  | Devon Murray                                                                               | Devon Murray                               | Devon Murray                                                           | Devon Murray                            | Devon Murray                                    | Daniel Haidinger                                       |
| Gregory Goyle                           | Joshua Herdman                                   | Joshua Herdman                           | Joshua Herdman                | Joshua Herdman                                                                             | Joshua Herdman                             | Joshua Herdman                                                         | Joshua Herdman                          | Joshua Herdman                                  | Lukas Borcherding                                      |
| Dean Thomas                             | Alfred Enoch                                     | Alfred Enoch                             | Alfred Enoch                  | Alfred Enoch                                                                               | Alfred Enoch                               | Alfred Enoch                                                           |                                         | Alfred Enoch                                    | Fabian Rainer                                          |
| Vincent Crabbe g                        | Jamie Waylett                                    | Jamie Waylett                            | Jamie Waylett                 | Jamie Waylett                                                                              | Jamie Waylett                              | Jamie Waylett                                                          |                                         |                                                 | Moritz Wagner                                          |
| Percy Weasley                           | Chris Rankin                                     | Chris Rankin                             | Chris Rankin                  |                                                                                            | Chris Rankin                               |                                                                        |                                         | Chris Rankin                                    | Butz Combrinck, Daniel Schlauch i                      |
| Katie Bell                              | Emily Dale                                       | Emily Dale                               |                               |                                                                                            |                                            | Georgina Leonidas                                                      | Georgina Leonidas                       | Georgina Leonidas                               | Maren Rainer                                           |
| Angelina Johnson                        | Danielle Tabor                                   | Danielle Tabor                           | Danielle Tabor                | Tiana Benjamin                                                                             |                                            |                                                                        |                                         |                                                 | Angela Wiederhut                                       |
| Oliver Wood                             | Sean Biggerstaff                                 | Sean Biggerstaff                         |                               |                                                                                            |                                            |                                                                        |                                         | Sean Biggerstaff                                | Johannes Raspe                                         |
| Lee Jordan                              | Luke Youngblood                                  | Luke Youngblood                          |                               |                                                                                            |                                            |                                                                        |                                         |                                                 | Hannes Maurer                                          |
| Susan Bones                             | Eleanor Columbus                                 | Eleanor Columbus                         |                               |                                                                                            |                                            |                                                                        |                                         |                                                 |                                                        |
| Marcus Flint                            | Jamie Yeates                                     | Jamie Yeates                             |                               |                                                                                            |                                            |                                                                        |                                         |                                                 | Manuel Straube                                         |
| Adrian Pucey                            | Scot Fearn                                       | Scot Fearn                               |                               |                                                                                            |                                            |                                                                        |                                         |                                                 |                                                        |
| Alicia Spinnet                          | Leilah Sutherland                                | Rochelle Douglas                         |                               |                                                                                            |                                            |                                                                        |                                         |                                                 |                                                        |
| Terence Higgs                           | Will Theakston                                   |                                          |                               |                                                                                            |                                            |                                                                        |                                         |                                                 | Manuel Straube                                         |
| Terry Boot                              | Kevin Lee Yi                                     |                                          |                               |                                                                                            |                                            |                                                                        |                                         |                                                 |                                                        |
| Ernie Macmillan                         |                                                  | Louis Doyle                              |                               | Louis Doyle                                                                                |                                            |                                                                        |                                         | Jamie Marks                                     |                                                        |
| Hannah Abbott                           |                                                  | Charlotte Skeoch                         |                               | Charlotte Skeoch                                                                           |                                            |                                                                        |                                         |                                                 |                                                        |
| Colin Creevey                           |                                                  | Hugh Mitchell                            |                               |                                                                                            |                                            |                                                                        |                                         |                                                 | Fabian Rainer                                          |
| Justin Finch-Fletchley                  |                                                  | Edward Randell                           |                               |                                                                                            |                                            |                                                                        |                                         |                                                 | Fabian Rohm                                            |
| Millicent Bulstrode                     |                                                  | Helen Stuart                             |                               |                                                                                            |                                            |                                                                        |                                         |                                                 |                                                        |
| Penelope Clearwater                     |                                                  | Gemma Padley                             |                               |                                                                                            |                                            |                                                                        |                                         |                                                 |                                                        |
| Miles Bletchley                         |                                                  | David Churchyard                         |                               |                                                                                            |                                            |                                                                        |                                         |                                                 |                                                        |
| Padma Patil                             |                                                  |                                          | Sharon Sandhu                 | Afshan Azad                                                                                | Afshan Azad                                | Afshan Azad                                                            | Afshan Azad                             | Afshan Azad                                     | Malika Bayerwaltes                                     |
| Parvati Patil                           |                                                  |                                          | Sitara Shah                   | Shefali Chowdhury                                                                          | Shefali Chowdhury                          | Shefali Chowdhury                                                      |                                         |                                                 | Martina Krause                                         |
| Pansy Parkinson                         |                                                  |                                          | Genevieve Gaunt               |                                                                                            |                                            | Scarlett Byrne                                                         | Scarlett Byrne                          | Scarlett Byrne                                  | Annina Braunmiller                                     |
| Lavender Brown                          |                                                  |                                          | Jennifer Smith                |                                                                                            |                                            | Jessie Cave                                                            | Jessie Cave                             | Jessie Cave                                     | Katharina Berthold                                     |
| Cho Chang                               |                                                  |                                          |                               | Katie Leung                                                                                | Katie Leung                                |                                                                        |                                         | Katie Leung                                     | Farina Brock                                           |
| Nigel Wolpert                           |                                                  |                                          |                               | William Melling                                                                            | William Melling                            | William Melling                                                        | William Melling                         | William Melling                                 |                                                        |
| Cedric Diggory                          |                                                  |                                          |                               | Robert Pattinson                                                                           |                                            |                                                                        |                                         |                                                 | Clemens Ostermann                                      |
| Roger Davies                            |                                                  |                                          |                               | Henry Lloyd-Hughes                                                                         |                                            |                                                                        |                                         |                                                 |                                                        |
| Luna Lovegood                           |                                                  |                                          |                               |                                                                                            | Evanna Lynch                               | Evanna Lynch                                                           | Evanna Lynch                            | Evanna Lynch                                    | Laura Elßel                                            |
| Michael Corner                          |                                                  |                                          |                               |                                                                                            | Ryan Nelson                                |                                                                        |                                         | Jack Read                                       |                                                        |
| Zacharias Smith                         |                                                  |                                          |                               |                                                                                            | Nick Shirm                                 |                                                                        |                                         |                                                 |                                                        |
| Cormac McLaggen                         |                                                  |                                          |                               |                                                                                            |                                            | Freddie Stroma                                                         | Freddie Stroma                          | Freddie Stroma                                  | Roman Wolko                                            |
| Blaise Zabini                           |                                                  |                                          |                               |                                                                                            |                                            | Louis Cordice                                                          | Louis Cordice                           | Louis Cordice                                   | Simon Pearce                                           |
| Romilda Vane                            |                                                  |                                          |                               |                                                                                            |                                            | Anna Shaffer                                                           | Anna Shaffer                            | Anna Shaffer                                    | Jasmin Jiwa                                            |
| Leanne                                  |                                                  |                                          |                               |                                                                                            |                                            | Isabella Laughland                                                     | Isabella Laughland                      | Isabella Laughland                              | Jacqueline Belle                                       |
| Marcus Belby                            |                                                  |                                          |                               |                                                                                            |                                            | Robert Knox                                                            |                                         |                                                 | Patrick Roche                                          |
| Demelza Robins                          |                                                  |                                          |                               |                                                                                            |                                            | Katy Huxley-Golden                                                     |                                         |                                                 |                                                        |
| Mitglieder des Orden des Phönix         |                                                  |                                          |                               |                                                                                            |                                            |                                                                        |                                         |                                                 |                                                        |
| Lily Potter                             | Geraldine Somerville                             | Geraldine Somerville                     | Geraldine Somerville          | Geraldine Somerville                                                                       | Geraldine Somerville, Susie Shinner (jung) | Geraldine Somerville                                                   | Geraldine Somerville                    | Geraldine Somerville, Ellie Darcey-Alden (jung) | Sonja Reichelt                                         |
| Molly Weasley                           | Julie Walters                                    | Julie Walters                            | Julie Walters                 |                                                                                            | Julie Walters                              | Julie Walters                                                          | Julie Walters                           | Julie Walters                                   | Katharina Lopinski                                     |
| James Potter                            | Adrian Rawlins                                   | Adrian Rawlins                           | Adrian Rawlins                | Adrian Rawlins                                                                             | Adrian Rawlins, Robbie Jarvis (jung)       |                                                                        | Adrian Rawlins                          | Adrian Rawlins, Alfie McIlwain (jung)           | Udo Wachtveitl                                         |
| Dädalus Diggel                          | David Brett                                      |                                          |                               |                                                                                            |                                            |                                                                        |                                         |                                                 |                                                        |
| Arthur Weasley                          |                                                  | Mark Williams                            | Mark Williams                 | Mark Williams                                                                              | Mark Williams                              | Mark Williams                                                          | Mark Williams                           | Mark Williams                                   | Leon Rainer                                            |
| Remus Lupin                             |                                                  |                                          | David Thewlis                 |                                                                                            | David Thewlis, James Utechin (jung)        | David Thewlis                                                          | David Thewlis                           | David Thewlis                                   | Frank Röth                                             |
| Sirius Black                            |                                                  |                                          | Gary Oldman                   | Gary Oldman                                                                                | Gary Oldman, James Walters (jung)          |                                                                        |                                         | Gary Oldman, Rohan Gotobed (jung)               | Pierre Peters-Arnolds                                  |
| Bill Weasley                            |                                                  |                                          | Richard Fish (Foto)           |                                                                                            |                                            |                                                                        | Domhnall Gleeson                        | Domhnall Gleeson                                | Sebastian Winkler                                      |
| Charlie Weasley                         |                                                  |                                          | Alex Crockford (Foto)         |                                                                                            |                                            |                                                                        |                                         |                                                 |                                                        |
| Alastor „Mad-Eye“ Moody                 |                                                  |                                          |                               | Brendan Gleeson                                                                            | Brendan Gleeson                            |                                                                        | Brendan Gleeson                         |                                                 | Roland Hemmo                                           |
| Nymphadora Tonks                        |                                                  |                                          |                               |                                                                                            | Natalia Tena                               | Natalia Tena                                                           | Natalia Tena                            | Natalia Tena                                    | Kathrin Gaube                                          |
| Kingsley Shacklebolt                    |                                                  |                                          |                               |                                                                                            | George Harris                              |                                                                        | George Harris                           | George Harris                                   | Oliver Stritzel                                        |
| Elphias Doge                            |                                                  |                                          |                               |                                                                                            | Peter Cartwright                           |                                                                        | David Ryall                             |                                                 | Michael Rüth                                           |
| Aberforth Dumbledore                    |                                                  |                                          |                               |                                                                                            | Jim McManus                                |                                                                        |                                         | Ciarán Hinds                                    | Manfred Erdmann, Klaus Sonnenschein                    |
| Arabella Figg                           |                                                  |                                          |                               |                                                                                            | Kathryn Hunter                             |                                                                        |                                         |                                                 | Barbara Ratthey                                        |
| Alice Longbottom                        |                                                  |                                          |                               |                                                                                            | Lisa Wood                                  |                                                                        |                                         |                                                 |                                                        |
| Frank Longbottom                        |                                                  |                                          |                               |                                                                                            | James Payton                               |                                                                        |                                         |                                                 |                                                        |
| Emmeline Vance                          |                                                  |                                          |                               |                                                                                            | Brigitte Millar                            |                                                                        |                                         |                                                 |                                                        |
| Mundungus Fletcher                      |                                                  |                                          |                               |                                                                                            |                                            |                                                                        | Andy Linden                             |                                                 | Uli Krohm                                              |
| Lord Voldemort und die Todesser         |                                                  |                                          |                               |                                                                                            |                                            |                                                                        |                                         |                                                 |                                                        |
| Lord Voldemort                          | Richard Bremmer (Stimme)                         | Christian Coulson (jung)                 |                               | Ralph Fiennes                                                                              | Ralph Fiennes                              | Ralph Fiennes, Hero Fiennes Tiffin (11 Jahre) Frank Dillane (15 Jahre) | Ralph Fiennes                           | Ralph Fiennes                                   | Frank Schaff Udo Schenk h                              |
| Lucius Malfoy                           |                                                  | Jason Isaacs                             |                               | Jason Isaacs                                                                               | Jason Isaacs                               | Tony Coburn (jung)                                                     | Jason Isaacs                            | Jason Isaacs                                    | Wolfgang Müller                                        |
| Peter Pettigrew                         |                                                  |                                          | Timothy Spall                 | Timothy Spall                                                                              | Charles Hughes (jung)                      | Timothy Spall                                                          | Timothy Spall                           | Timothy Spall                                   | Gudo Hoegel                                            |
| Walden Macnair                          |                                                  |                                          | Peter Best                    |                                                                                            | Peter Best                                 |                                                                        |                                         |                                                 |                                                        |
| Barty Crouch Jr.                        |                                                  |                                          |                               | David Tennant                                                                              |                                            |                                                                        |                                         |                                                 | Manou Lubowski                                         |
| Bellatrix Lestrange                     |                                                  |                                          |                               |                                                                                            | Helena Bonham Carter                       | Helena Bonham Carter                                                   | Helena Bonham Carter                    | Helena Bonham Carter                            | Elisabeth Günther Gabrielle Pietermann (Hermine)       |
| Antonin Dolohow                         |                                                  |                                          |                               |                                                                                            | Arben Bajraktaraj                          |                                                                        | Arben Bajraktaraj                       |                                                 | Patrick Schröder                                       |
| Augustus Rookwood                       |                                                  |                                          |                               |                                                                                            | Richard Trinder                            |                                                                        |                                         | Richard Trinder                                 |                                                        |
| Travers                                 |                                                  |                                          |                               |                                                                                            | Tav MacDougall                             |                                                                        |                                         |                                                 |                                                        |
| Fenrir Greyback                         |                                                  |                                          |                               |                                                                                            |                                            | Dave Legeno                                                            | Dave Legeno                             | Dave Legeno                                     | Ole Pfennig                                            |
| Narzissa Malfoy                         |                                                  |                                          |                               |                                                                                            |                                            | Helen McCrory                                                          | Helen McCrory                           | Helen McCrory                                   | Madeleine Stolze                                       |
| Alecto Carrow                           |                                                  |                                          |                               |                                                                                            |                                            | Suzanne Toase                                                          | Suzanne Toase                           | Suzanne Toase                                   |                                                        |
| Amycus Carrow                           |                                                  |                                          |                               |                                                                                            |                                            | Ralph Ineson                                                           | Ralph Ineson                            | Ralph Ineson                                    |                                                        |
| Thorfinn Rowle                          |                                                  |                                          |                               |                                                                                            |                                            | Rod Hunt                                                               | Rod Hunt                                | Rod Hunt                                        |                                                        |
| Regulus Black                           |                                                  |                                          |                               |                                                                                            |                                            | Tom Moorcroft                                                          |                                         |                                                 |                                                        |
| Scabior                                 |                                                  |                                          |                               |                                                                                            |                                            |                                                                        | Nick Moran                              | Nick Moran                                      | Dirk Meyer                                             |
| Corban Yaxley                           |                                                  |                                          |                               |                                                                                            |                                            |                                                                        | Peter Mullan                            |                                                 | Thomas Rauscher                                        |
| Mitarbeiter des Zaubereiministeriums    |                                                  |                                          |                               |                                                                                            |                                            |                                                                        |                                         |                                                 |                                                        |
| Cornelius Fudge                         |                                                  | Robert Hardy                             | Robert Hardy                  | Robert Hardy                                                                               | Robert Hardy                               |                                                                        |                                         |                                                 | Norbert Gastell                                        |
| Barty Crouch Sr.                        |                                                  |                                          |                               | Roger Lloyd-Pack                                                                           |                                            |                                                                        |                                         |                                                 | Frank Engelhardt                                       |
| Amos Diggory                            |                                                  |                                          |                               | Jeff Rawle                                                                                 |                                            |                                                                        |                                         |                                                 | Dieter Memel                                           |
| Amelia Bones                            |                                                  |                                          |                               |                                                                                            | Sian Thomas                                | Sian Thomas                                                            | Sian Thomas                             |                                                 | Susanne von Medvey                                     |
| Dolores Umbridge                        |                                                  |                                          |                               |                                                                                            | Imelda Staunton                            |                                                                        | Imelda Staunton                         |                                                 | Christina Hoeltel                                      |
| Mafalda Hopfkirch                       |                                                  |                                          |                               |                                                                                            | Jessica Hynes (Stimme)                     |                                                                        | Sophie Thompson                         |                                                 | Irina von Bentheim, Gabrielle Pietermann (Hermine)     |
| John Dawlish                            |                                                  |                                          |                               |                                                                                            | Richard Leaf                               |                                                                        |                                         |                                                 |                                                        |
| Pius Thicknesse                         |                                                  |                                          |                               |                                                                                            |                                            |                                                                        | Guy Henry                               | Guy Henry                                       | Matthias Klie                                          |
| Rufus Scrimgeour                        |                                                  |                                          |                               |                                                                                            |                                            |                                                                        | Bill Nighy                              |                                                 | Frank Glaubrecht                                       |
| Mary Cattermole                         |                                                  |                                          |                               |                                                                                            |                                            |                                                                        | Kate Fleetwood                          |                                                 | Stephanie Kellner                                      |
| Reg Cattermole                          |                                                  |                                          |                               |                                                                                            |                                            |                                                                        | Steffan Rhodri                          |                                                 | Gerhard Jilka Max Felder (Ron)                         |
| Albert Runcorn                          |                                                  |                                          |                               |                                                                                            |                                            |                                                                        | David O’Hara                            |                                                 | Nico Sablik (Harry)                                    |
| Muggel                                  |                                                  |                                          |                               |                                                                                            |                                            |                                                                        |                                         |                                                 |                                                        |
| Petunia Dursley                         | Fiona Shaw                                       | Fiona Shaw                               | Fiona Shaw                    |                                                                                            | Fiona Shaw                                 |                                                                        | Fiona Shaw                              | Ariella Paradise (jung)                         | Marion Hartmann                                        |
| Dudley Dursley                          | Harry Melling                                    | Harry Melling                            | Harry Melling                 |                                                                                            | Harry Melling                              |                                                                        | Harry Melling                           |                                                 | Karim El Kammouchi k, Eliot Eckmann l, Fabian Rainer m |
| Vernon Dursley                          | Richard Griffiths                                | Richard Griffiths                        | Richard Griffiths             |                                                                                            | Richard Griffiths                          |                                                                        | Richard Griffiths                       |                                                 | Harald Dietl                                           |
| Wachmann bei King’s Cross               | Harry Taylor                                     | Harry Taylor                             |                               |                                                                                            |                                            |                                                                        |                                         |                                                 | Michael Gahr                                           |
| Mr. Granger                             |                                                  | Tom Knight                               |                               |                                                                                            |                                            |                                                                        | Ian Kelly                               |                                                 | Manfred Trilling                                       |
| Mrs. Granger                            |                                                  | Heather Bleasdale                        |                               |                                                                                            |                                            |                                                                        | Michelle Fairley                        |                                                 | Alisa Palmer                                           |
| Mr. Mason, Vernons Gast                 |                                                  | Jim Norton                               |                               |                                                                                            |                                            |                                                                        |                                         |                                                 | Reinhard Glemnitz                                      |
| Mrs. Mason, Vernons Gast                |                                                  | Veronica Clifford                        |                               |                                                                                            |                                            |                                                                        |                                         |                                                 | Dagmar Heller                                          |
| Marge Dursley                           |                                                  |                                          | Pam Ferris                    |                                                                                            |                                            |                                                                        |                                         |                                                 | Ilona Grandke                                          |
| Frank Bryce                             |                                                  |                                          |                               | Eric Sykes                                                                                 |                                            |                                                                        |                                         |                                                 | Klaus Münster                                          |
| Malcolm                                 |                                                  |                                          |                               |                                                                                            | Richard Macklin                            |                                                                        |                                         |                                                 |                                                        |
| Piers Polkiss                           |                                                  |                                          |                               |                                                                                            | Jason Boyd                                 |                                                                        |                                         |                                                 |                                                        |
| Dennis                                  |                                                  |                                          |                               |                                                                                            | Christopher Rithin                         |                                                                        |                                         |                                                 |                                                        |
| Wettermoderator                         |                                                  |                                          |                               |                                                                                            | Miles Jupp                                 |                                                                        |                                         |                                                 | Jan Odle                                               |
| Mrs. Cole, Waisenhaus                   |                                                  |                                          |                               |                                                                                            |                                            | Amelda Brown                                                           |                                         |                                                 | Marina Köhler                                          |
| Ausländische Zauberer und Hexen         |                                                  |                                          |                               |                                                                                            |                                            |                                                                        |                                         |                                                 |                                                        |
| Fleur Delacour                          |                                                  |                                          |                               | Clémence Poésy                                                                             |                                            |                                                                        | Clémence Poésy                          | Clémence Poésy                                  | Tatjana Pokorny                                        |
| Gabrielle Delacour                      |                                                  |                                          |                               | Angelica Mandy                                                                             |                                            |                                                                        | Angelica Mandy                          |                                                 | Hannah von Rebay                                       |
| Viktor Krum                             |                                                  |                                          |                               | Stanislaw Janewski                                                                         |                                            |                                                                        | Stanislaw Janewski                      |                                                 | Oleg Borissov                                          |
| Olympe Maxime                           |                                                  |                                          |                               | Frances de la Tour                                                                         |                                            |                                                                        | Frances de la Tour                      |                                                 | France Arnaud                                          |
| Igor Karkaroff                          |                                                  |                                          |                               | Predrag Bjelac                                                                             |                                            |                                                                        |                                         |                                                 | Arthur Galiandin                                       |
| Gregorowitsch                           |                                                  |                                          |                               |                                                                                            |                                            |                                                                        | Rade Šerbedžija                         |                                                 |                                                        |
| Gellert Grindelwald                     |                                                  |                                          |                               |                                                                                            |                                            |                                                                        | Michael Byrne (alt), Jamie Bower (jung) |                                                 | Manfred Erdmann                                        |
| Andere Bewohner von Hogwarts            |                                                  |                                          |                               |                                                                                            |                                            |                                                                        |                                         |                                                 |                                                        |
| Sprechender Hut                         | Leslie Phillips (Stimme)                         | Leslie Phillips (Stimme)                 |                               |                                                                                            |                                            |                                                                        |                                         | Leslie Phillips (Stimme)                        | Ekkehardt Belle                                        |
| Die Graue Dame                          | Nina Young                                       | Nina Young                               |                               |                                                                                            |                                            |                                                                        |                                         | Kelly Macdonald                                 | Uschi Hugo                                             |
| Fast Kopfloser Nick                     | John Cleese                                      | John Cleese                              |                               |                                                                                            |                                            |                                                                        |                                         |                                                 | Berno von Cramm                                        |
| Gemälde Die Fette Dame                  | Elizabeth Spriggs                                |                                          | Dawn French                   |                                                                                            |                                            |                                                                        |                                         |                                                 | Ruth Küllenberg, Ricarda Kinnen                        |
| Der Blutige Baron                       | Terence Bayler                                   |                                          |                               |                                                                                            |                                            |                                                                        |                                         |                                                 | Michael Rüth                                           |
| Der Fette Mönch                         | Simon Fisher-Becker                              |                                          |                               |                                                                                            |                                            |                                                                        |                                         |                                                 |                                                        |
| Peeves                                  | Rik Mayall (nicht im endgültigen Film enthalten) |                                          |                               |                                                                                            |                                            |                                                                        |                                         |                                                 |                                                        |
| Die Maulende Myrte                      |                                                  | Shirley Henderson                        |                               | Shirley Henderson                                                                          |                                            |                                                                        |                                         |                                                 | Sabine Bohlmann                                        |
| Gemälde Sir Cadogan                     |                                                  |                                          | Paul Whitehouse               |                                                                                            |                                            |                                                                        |                                         |                                                 | Reinhard Glemnitz                                      |
| Phineas Nigellus Black                  |                                                  |                                          |                               |                                                                                            | John Atterbury                             |                                                                        |                                         |                                                 | Manfred Erdmann                                        |
| Weitere Bürger der magischen Welt       |                                                  |                                          |                               |                                                                                            |                                            |                                                                        |                                         |                                                 |                                                        |
| Garrick Ollivander                      | John Hurt                                        |                                          |                               |                                                                                            |                                            |                                                                        | John Hurt                               | John Hurt                                       | Thomas Fritsch                                         |
| Barmann Tom                             | Derek Deadman                                    |                                          | Jim Tavare                    |                                                                                            |                                            |                                                                        |                                         |                                                 | Michael Rüth                                           |
| Süßigkeitenfrau im Zug                  | Jean Southern                                    |                                          |                               | Margery Mason                                                                              |                                            |                                                                        |                                         |                                                 | Margit Weinert, Eva-Maria Lahl                         |
| Mr. Borgin                              |                                                  | Edward Tudor-Pole (nur Extended Version) |                               |                                                                                            |                                            |                                                                        |                                         |                                                 | Gudo Hoegel                                            |
| Madam Rosmerta                          |                                                  |                                          | Julie Christie                |                                                                                            |                                            |                                                                        |                                         |                                                 | Krista Posch                                           |
| Schaffner Stan Shunpike                 |                                                  |                                          | Lee Ingleby                   |                                                                                            |                                            |                                                                        |                                         |                                                 | Benedikt Weber                                         |
| Busfahrer Ernie Prang                   |                                                  |                                          | Jimmy Gardner                 |                                                                                            |                                            |                                                                        |                                         |                                                 |                                                        |
| Rita Kimmkorn                           |                                                  |                                          |                               | Miranda Richardson                                                                         |                                            |                                                                        | Miranda Richardson                      |                                                 | Dagmar Dempe                                           |
| The Weird Sisters (Band)                |                                                  |                                          |                               | Jason Buckle, Steven Claydon, Jonny Greenwood, Philip Selway, Steve Mackey & Jarvis Cocker |                                            |                                                                        |                                         |                                                 |                                                        |
| Eldred Worple                           |                                                  |                                          |                               |                                                                                            |                                            | Paul Ritter                                                            |                                         |                                                 |                                                        |
| Xenophilius Lovegood                    |                                                  |                                          |                               |                                                                                            |                                            |                                                                        | Rhys Ifans                              |                                                 | Christian Weygand                                      |
| Bathilda Bagshot                        |                                                  |                                          |                               |                                                                                            |                                            |                                                                        | Hazel Douglas                           |                                                 |                                                        |
| Tante Muriel                            |                                                  |                                          |                               |                                                                                            |                                            |                                                                        | Matyelok Gibbs                          |                                                 | Gisela Fritsch                                         |
| Ariana Dumbledore                       |                                                  |                                          |                               |                                                                                            |                                            |                                                                        |                                         | Hebe Beardsall                                  |                                                        |
| Kreaturen                               |                                                  |                                          |                               |                                                                                            |                                            |                                                                        |                                         |                                                 |                                                        |
| Griphook                                | Verne Troyer (Körper), Warwick Davis (Stimme)    |                                          |                               |                                                                                            |                                            |                                                                        | Warwick Davis                           | Warwick Davis                                   | Kai Taschner                                           |
| Firenze                                 | Ray Fearon (Stimme)                              |                                          |                               |                                                                                            |                                            |                                                                        |                                         |                                                 | Walter von Hauff                                       |
| Dobby                                   |                                                  | Toby Jones (Stimme)                      |                               |                                                                                            |                                            |                                                                        | Toby Jones (Stimme)                     |                                                 | Michael Habeck                                         |
| Aragog                                  |                                                  | Julian Glover (Stimme)                   |                               |                                                                                            |                                            |                                                                        |                                         |                                                 | Jochen Striebeck                                       |
| Schrumpfkopf                            |                                                  |                                          | Lenny Henry (Stimme)          |                                                                                            |                                            |                                                                        |                                         |                                                 | Ron Williams                                           |
| Kreacher                                |                                                  |                                          |                               |                                                                                            | Timothy Bateson (Stimme)                   |                                                                        | Simon McBurney (Stimme)                 |                                                 | Osman Ragheb, Erich Ludwig                             |
| Grawp                                   |                                                  |                                          |                               |                                                                                            | Tony Maudsley                              |                                                                        |                                         |                                                 |                                                        |
| Bane                                    |                                                  |                                          |                               |                                                                                            | Jason Piper (Stimme)                       |                                                                        |                                         |                                                 |                                                        |
| Magorian                                |                                                  |                                          |                               |                                                                                            | Michael Wildman                            |                                                                        |                                         |                                                 |                                                        |
| Bogrod                                  |                                                  |                                          |                               |                                                                                            |                                            |                                                                        |                                         | Jon Key                                         |                                                        |
| Figuren aus dem Epilog                  |                                                  |                                          |                               |                                                                                            |                                            |                                                                        |                                         |                                                 |                                                        |
| Astoria Malfoy                          |                                                  |                                          |                               |                                                                                            |                                            |                                                                        |                                         | Jade Gordon                                     |                                                        |
| Scorpius Malfoy                         |                                                  |                                          |                               |                                                                                            |                                            |                                                                        |                                         | Bertie Gilbert                                  |                                                        |
| Albus Severus Potter                    |                                                  |                                          |                               |                                                                                            |                                            |                                                                        |                                         | Arthur Bowen                                    | Malte Wetzel                                           |
| James Sirius Potter                     |                                                  |                                          |                               |                                                                                            |                                            |                                                                        |                                         | Will Dunn                                       |                                                        |
| Lily Luna Potter                        |                                                  |                                          |                               |                                                                                            |                                            |                                                                        |                                         | Daphne de Beistegui                             |                                                        |
| Hugo Weasley                            |                                                  |                                          |                               |                                                                                            |                                            |                                                                        |                                         | Ryan Turner                                     |                                                        |
| Rose Weasley                            |                                                  |                                          |                               |                                                                                            |                                            |                                                                        |                                         | Helena Barlow                                   |                                                        |